# Toraya
Los toraja o toraya son un conglomerado de pueblos que habitan la región montañosa central de la isla indonesia de Célebes. La mayoría de la población es cristiana, y otros son musulmanes o tienen creencias animistas locales conocidas como aluk ("el camino"). El gobierno indonesio ha reconocido esta creencia animista como Aluk To Dolo ("el camino de los antepasados") o animistas.

La palabra toraja viene del término en idioma buginés  "to riaja" , que significa «gente de las tierras altas». El gobierno de las Indias Orientales Neerlandesas nombró al pueblo Toraja en 1909. Los Torajas son conocidos por sus elaborados  ritos funerarios, entierros, sitios tallados en acantilados rocosos, enormes casas tradicionales de techo alto conocidas como tongkonan y coloridas talladas en madera . 

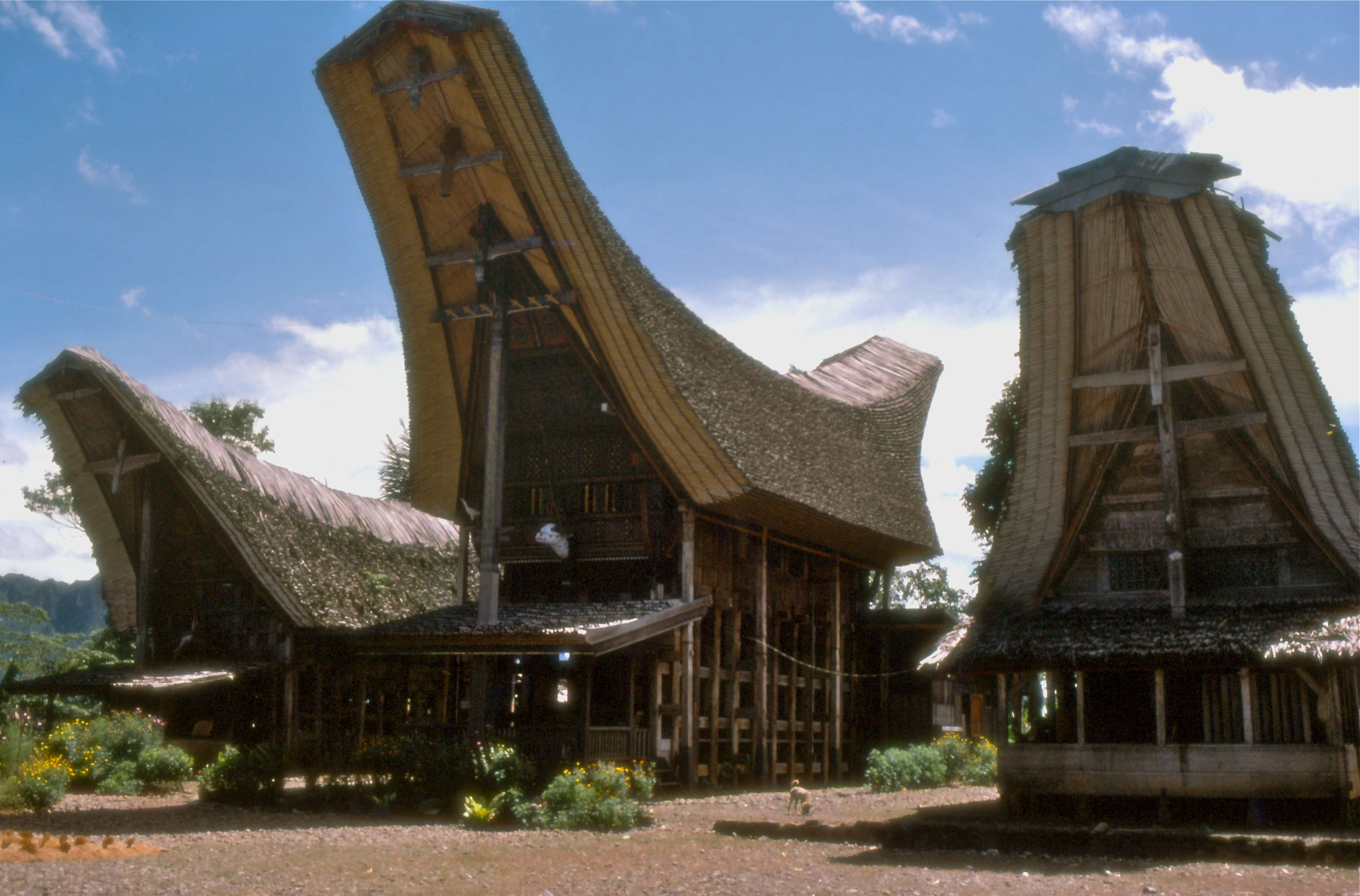
Conjunto de casas típicas toraya.

Los ritos funerarios de Toraja son eventos sociales importantes, a los que suelen asistir cientos de personas y que duran varios días.
Antes del siglo XX, los torajanes vivían en aldeas autónomas, donde practicaban el animismo y el mundo exterior no los había tocado. A principios del siglo XX, los misioneros neerlandeses trabajaron por primera vez para convertir a los montañeses de Torajan al cristianismo. Cuando la regencia de Tana Toraja se abrió más al mundo exterior en la década de 1970, se convirtió en un ícono de turismo en Indonesia: fue explotada por el desarrollo turístico y estudiada por antropólogos. En la década de 1990, cuando el turismo alcanzó su punto máximo, la sociedad de Toraja había cambiado significativamente, de un modelo agrario, en el que la vida social y las costumbres eran producto de Aluk To Dolo, a una sociedad en gran parte cristiana.
Hoy en día, el turismo y las remesas de los torajanes migrantes han hecho cambios importantes en las tierras altas de Toraja, otorgando a Toraja un estatus de celebridad dentro de Indonesia y mejorando el orgullo del grupo étnico toraja.

## Identidad étnica
El pueblo toraja tenía poca noción de sí mismo como un grupo étnico distinto antes del siglo XX. Antes de la colonización neerlandesa y la cristianización, los torajas, que vivían en zonas montañosas, se identificaban con sus aldeas y no compartían un amplio sentido de identidad. Aunque los complejos de rituales crearon vínculos entre las aldeas de las tierras altas, hubo variaciones en los dialectos, diferencias en las jerarquías sociales y una variedad de prácticas rituales en la región de las tierras altas Sulawesi. "Toraja" (de los idiomas costeros  'a' ', que significa personas; y' 'riaja' ', tierras altas) se utilizó por primera vez como una expresión de las tierras bajas para los montañeses. 

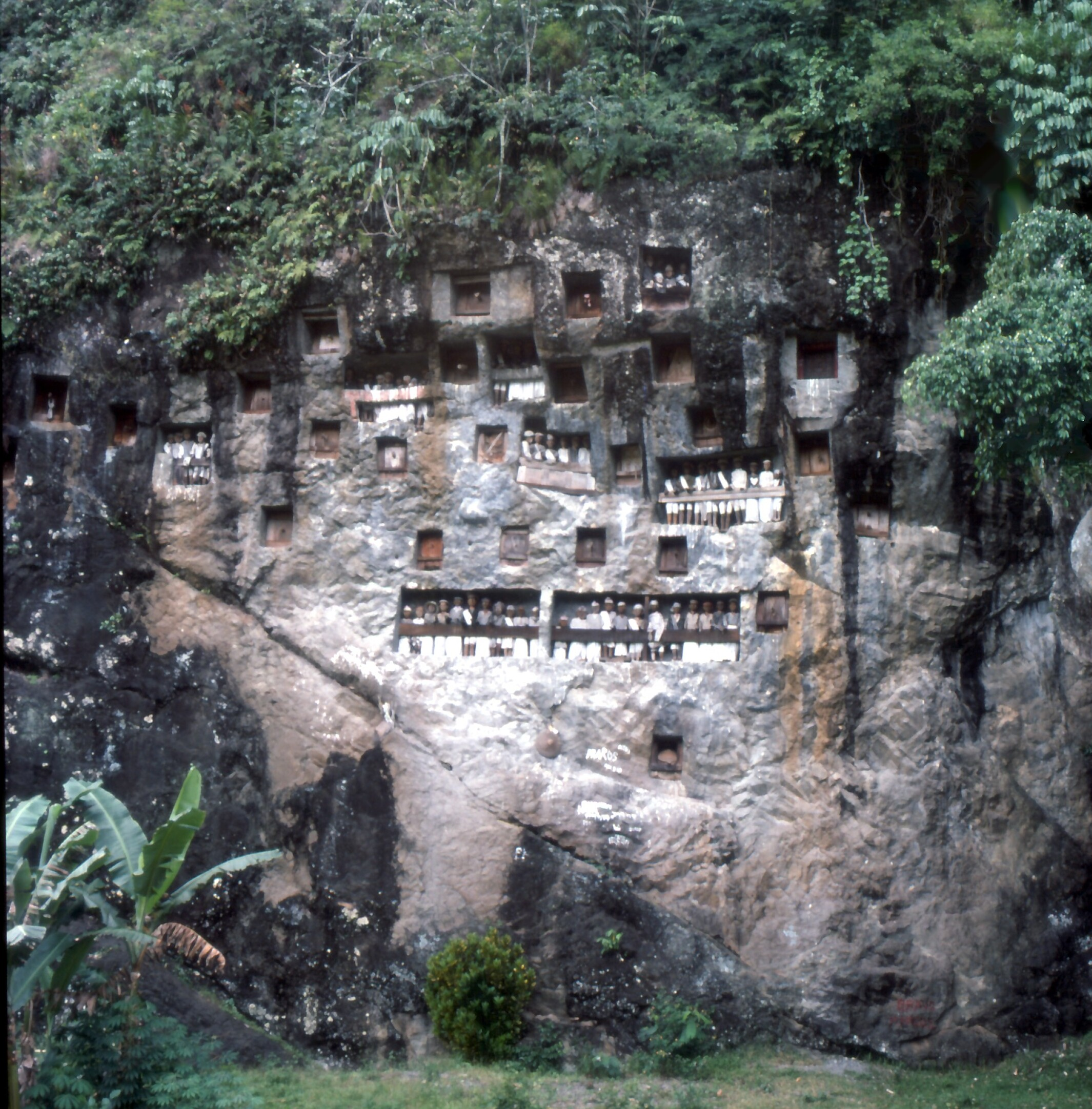
Tumbas toraya en los flancos de unas colinas cerca de Makale.

Como resultado, "Toraja" inicialmente tenía más moneda con los forasteros, como los Bugis y Makassarese, que constituyen la mayoría de las tierras bajas de Sulawesi, que con los de adentro. La presencia de los misioneros neerlandeses en las tierras altas dio lugar a la conciencia étnica de Toraja en la región de Sa'dan Toraja, y esta identidad compartida creció con el aumento del turismo en la  Tana Toraja Regency. Desde entonces, South Sulawesi tiene cuatro grupos étnicos principales:

- Los Bugis (la mayoría, incluidos los constructores navales y la gente de mar), 

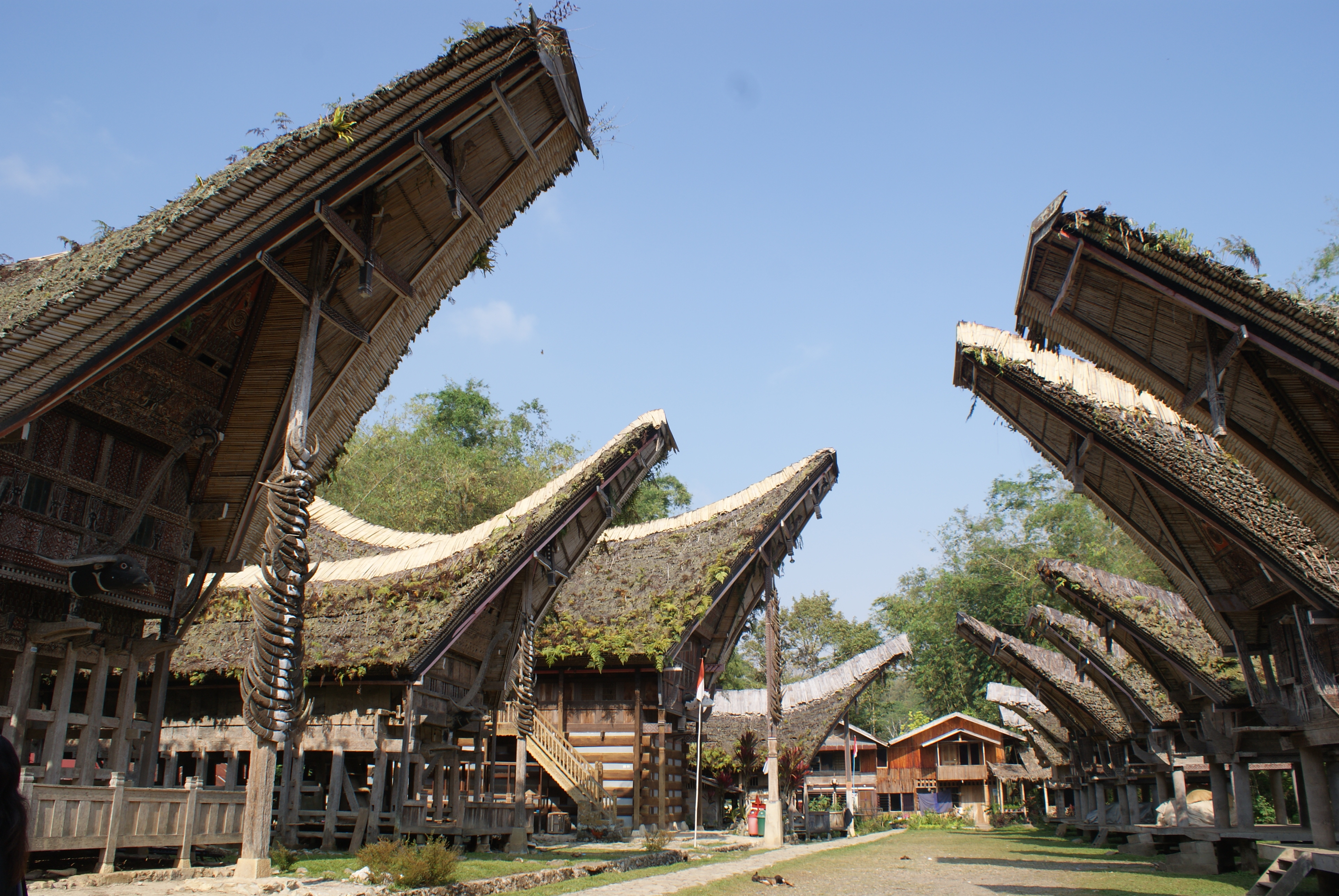
Una aldea toraya.

- Los Makassarese (comerciantes de tierras bajas y la gente de mar), 
- Los Mandarese (comerciantes y pescadores) 
- Los Toraja (tierras altas cultivadores de arroz), que a su vez se agrupan en:
- Kaili
- Rampi
- Kantewu
- Sidondo
- Banagua
- Pakuli
- Parigi
- Ganti
- Lindu
- Bada
- Palu
- Dolago
- Dongala
- Kulawy
- Leboni
- Pipikoro
- Napu
- Lage
- Laiwonu
- Peana
- Pakagua
- Sausu
- Rato
- Banasu
- Besoa
- Gimpu
- Lampu
- Mohapi
- Koro
- Baku
- Lalaeo
- Lembo
- Lamusa

## Historia

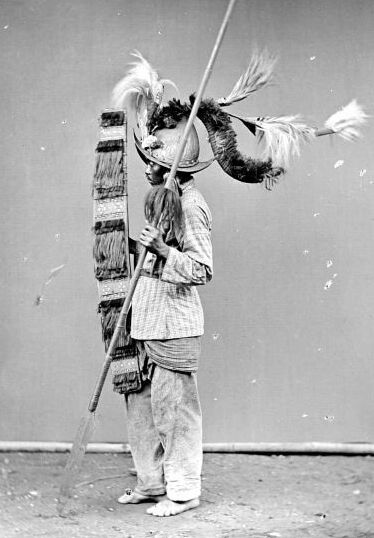
Un guerrero toraja de la Provincia de Célebes Meridional con una lanza y un tradicional escudo Kanta.

Ha habido un largo proceso de aculturación de los malayos locales en Sulawesi con estos inmigrantes chinos. Al principio, los inmigrantes vivían a lo largo de las zonas costeras de Sulawesi, cerca de la bahía de Enrekang, pero posteriormente se mudaron a las tierras altas.
Desde el siglo XVII, los holandeses establecieron el control comercial y político en Sulawesi a través de la Compañía Holandesa de las Indias Orientales. Durante dos siglos, ignoraron el área montañosa en el centro de Sulawesi, donde vivían los Torajans, porque el acceso era difícil y tenía pocas tierras agrícolas productivas. 
A fines del siglo XIX, los holandeses se preocuparon cada vez más por la propagación del Islam en el sur de Sulawesi, especialmente entre los pueblos Makassarese y Bugis. Los holandeses vieron a los montañeses animistas como potenciales cristianos. En la década de 1920, la Alianza Misionera Reformada de la Iglesia Reformada Holandesa comenzó  misionera con ayuda del gobierno colonial holandés.  Además de presentar Cristianismo, los holandeses  abolieron la esclavitud e impusieron impuestos locales. Se trazó una línea alrededor del área de Sa'dan y se llamó  Tana Toraja  ("la tierra de Toraja"). Tana Toraja fue primero una subdivisión del  Luwu que había reclamado el área.
Los primeros misioneros holandeses enfrentaron una fuerte oposición entre los torays, especialmente entre la élite, porque la abolición de su rentable comercio de esclavos los había enojado. Posteriormente algunos torayas fueron reubicados por la fuerza a las tierras bajas por los holandeses, donde podrían controlarse más fácilmente. Los impuestos se mantuvieron altos, socavando la riqueza de las élites. Finalmente, la influencia holandesa no sometió a la cultura torajan, y solo unos pocos torayanos fueron conversos al cristianismo puesto que en 1950, solo el 10% de la población se había convertido al cristianismo.
En la década de 1930, los musulmanes de las tierras bajas atacaron a los torayas, lo que resultó en una conversión cristiana generalizada entre aquellos que buscaban alinearse con los holandeses para  protección política y formar un movimiento contra los musulmanes Bugis y Makassarese. Entre 1951 y 1965 (después de  Independencia de Indonesia), el sur de Sulawesi enfrentó un período turbulento cuando el movimiento separatista  Darul Islam luchó por un Estado islámico en Sulawesi los 15 años de guerra de guerrillas condujeron a conversiones masivas al cristianismo.
La alineación con el gobierno indonesio, sin embargo, no garantizaba la seguridad de los torayas. En 1965, un decreto presidencial requería que cada ciudadano indonesio perteneciera a una de las cinco religiones oficialmente reconocidas: Islam, cristianismo (protestantismo y catolicismo), hinduismo o budismo.  La creencia religiosa de Torajan ( aluk ) no fue legalmente reconocida, y los Torajans alzaron sus voces contra la ley. Para que el "aluk" estuviera de acuerdo con la ley, tenía que ser aceptado como parte de una de las religiones oficiales. En 1969, "Aluk To Dolo" ("el camino de los antepasados") se legalizó como secta de Agama Hindu Dharma, el nombre oficial del hinduismo en Indonesia.